# Arkadiusz Onyszko
Arkadiusz Jerzy Onyszko (ur. 12 stycznia 1974 w Lublinie) – polski piłkarz grający na pozycji bramkarza, dwukrotny reprezentant Polski.

## Życiorys
Karierę rozpoczynał w sezonie 1989/1990 występując w zespole KS Lublinianka. W 1990 wywalczył z reprezentacją Polski brązowy medal mistrzostw Europy w kategorii U-16. Następnie grał w Zawiszy Bydgoszcz, Legii Warszawa, Polonii Warszawa, Warcie Poznań, Lechu Poznań, Widzewie Łódź i Viborgu. W trakcie sezonu 2003/2004 przeniósł się do Odense.
Z reprezentacją Polski zdobył wicemistrzostwo olimpijskie w Barcelonie w 1992.
Jest zdobywcą Superpucharu Polski (1995) z Legią Warszawa oraz Pucharu Danii z Odense BK (2007).
17 czerwca 2009 dyrektor Odense BK Kim Brink poinformował, iż klub rozwiązał kontrakt z bramkarzem.
4 lipca 2009 Arkadiusz Onyszko podpisał kontrakt z klubem FC Midtjylland. 2 listopada 2009 klub rozwiązał umowę w trybie natychmiastowym, co było reakcją na treści zawarte w autobiografii piłkarza „Fucking Polak”.
18 listopada 2009 podpisał kontrakt z zespołem Silkeborg IF ważny do 2012, jednak już na początku stycznia 2010 związał się umową – do końca sezonu 2009/2010 – z Odrą Wodzisław. Świetne występy w Odrze nie pozwoliły jednak utrzymać się jej w Ekstraklasie. Wobec spadku drużyny z Wodzisławia Śląskiego do I ligi 20 maja 2010 roku podpisał dwuletni kontrakt z Polonią Warszawa.
18 lipca 2010 roku u Onyszki wykryto niewydolność nerki, która wyeliminowała go z rozgrywek sezonu 2010/11.
Arkadiusz Onyszko z powodów zdrowotnych nie rozegrał ani jednego meczu w Polonii. Tym samym ostatnim meczem Onyszki w ekstraklasie było spotkanie Wisły Kraków z Odrą Wodzisław, spotkanie to było również ostatnim meczem Odry w Ekstraklasie występującej w niej nieprzerwanie przez 14 lat. Od początku kariery rozegrał 114 meczów w ekstraklasie.
1 grudnia 2011 roku na posiedzeniu Izby ds. Rozwiązywania Sporów Sportowych, które odbyło się, na wniosek klubu Polonia Warszawa rozwiązano umowę między Arkadiuszem Onyszko i KSP Polonia Warszawa. Powodem rozwiązania kontraktu był zły stan zdrowia uniemożliwiający grę przez okres dłuższy niż 6 miesięcy stwierdzony zaświadczeniem lekarskim. Zawodnik przychylił się do wniosku.
We wrześniu 2012 został trenerem bramkarzy Motoru Lublin.
6 stycznia 2013 Onyszko miał przeszczep nerki w Szczecinie.
4 lipca 2017 został trenerem bramkarzy Motoru Lublin. 
Jest właścicielem akademii piłkarskiej prowadzonej pod nazwą Akademia Sportu Arkadiusz Onyszko. W 2018 uzyskał mandat radnego rady powiatu łęczyńskiego.
W 2020 odkryto, że jego mandat jest niezgodny z prawem, ponieważ aby kandydować, zameldował się fikcyjnie na miejscu. W lutym 2020 podczas sesji Rady Powiatu Łęczyńskiego koalicja rządząca (PiS-PO) większością głosów odrzuciła wniosek PSL dotyczący odwołania Onyszki z funkcji radnego.

## Kontrowersje
W marcu 2009 Onyszko został aresztowany, a następnie skazany na trzy miesiące więzienia, w tym dwa w zawieszeniu za pobicie swojej byłej żony. W trakcie procesu swoje działanie uzasadnił zazdrością i wyraził żal za swój czyn.
2 listopada 2009 klub FC Midtjylland rozwiązał umowę z Onyszką w trybie natychmiastowym, jako ustosunkowanie się klubu do autobiografii piłkarza „Fucking polak”. Padały w niej wypowiedzi m.in. o charakterze homofobicznym („Nienawidzę homoseksualistów, są odrażający”), natomiast o duńskich dziennikarkach sportowych bramkarz napisał, że „są nieprofesjonalne, nie mają pojęcia o piłce nożnej i zatrudnione są wyłącznie z powodu swojego wyglądu, żeby łatwiej im było wyciągać od nas odpowiedzi”. W reakcji na książkę, władze klubu wydały oficjalne oświadczenie w którym padają zdania „Nie widzimy innego wyjścia niż natychmiastowe zwolnienie. Punkt widzenia Onyszki nie pasuje do naszych wartości i nie życzymy sobie, aby młodzież w naszej akademii piłkarskiej brała z niego przykład”.